# Моррелл, Оттолайн
Леди Оттолайн Виолет Анна Моррелл (англ. Lady Ottoline Violet Anne Morrell, 16 июня 1873 года, Ройал-Танбридж-Уэлл, Кент — 21 апреля 1938 года, Лондон) — английская аристократка и меценат, сыгравшая важную роль в английской литературной жизни начала XX века, одна из центральных фигур в группе Блумсбери.

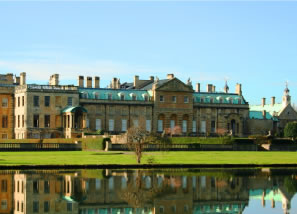
Аббатство Уэлбек в графстве Ноттингемшир, где с 1879 года жила семья Кавендиш-Бентинк

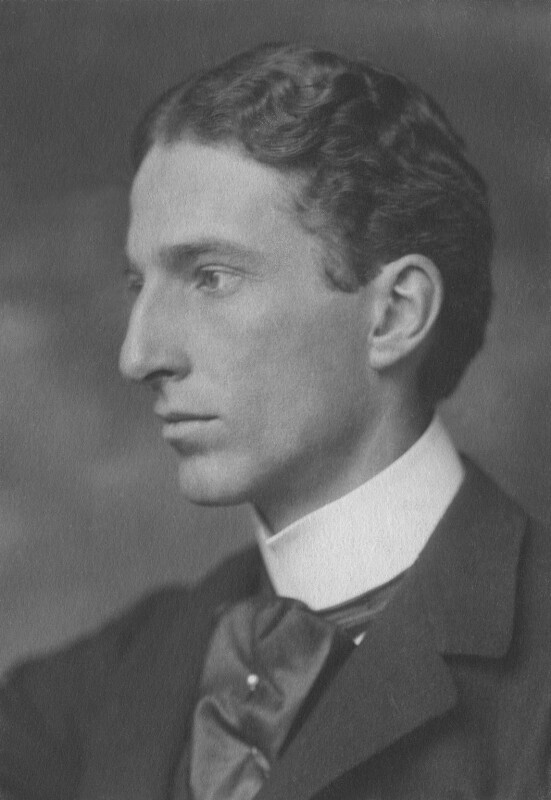
Филип Моррелл (1870—1943), муж леди Оттолайн Моррелл

Оттолайн Виолет Анна Кавендиш-Бентинк (Ottoline Violet Anne Cavendish-Bentinck) родилась 16 июня 1873 года в Ройал-Танбридж-Уэлл в графстве Кент в семье Артура Кавендиш-Бентинка, сына лорда и леди Чарльз Бентинк, и Огасты Браун, баронессы Болсовер. Через бабушку, леди Чарльз Бентинк приходилась внучатой племянницей фельдмаршалу Артуру Уэлсли, 1-му герцогу Веллингтон. Получила в декабре 1879 года, в возрасте шести лет ранг дочери герцога и право титуловаться леди, после того как её сводный брат Уильям стал наследником герцога Портленд после смерти её кузена Джона Бентинка, 5-го герцога Портленд, и семья переехала в аббатство Уэлбек в графстве Ноттингемшир. Оттолайн имела многочисленные родственные связи с высшей британской аристократией.
В 1899 году поступила в женский Сомервиль-колледж в Оксфорде, где изучала политическую экономию и римскую историю, а также прослушала курс логики и философии.
Леди Моррелл известна многочисленными любовниками. Первым её любовником был шведский врач и писатель Аксель Мунте, который был старше её. Она отвергла его предложение о браке из-за атеизма Мунте, не совместимого с её духовными убеждениями. В 1902 году она вышла замуж за политика от Либеральной партии, депутата парламента с 1906 года Филипа Моррелла, с которым разделила интерес к искусству и либерализму. В то же время оба супруга по взаимному согласию вели свободный образ жизни, известный сейчас как открытый брак. 

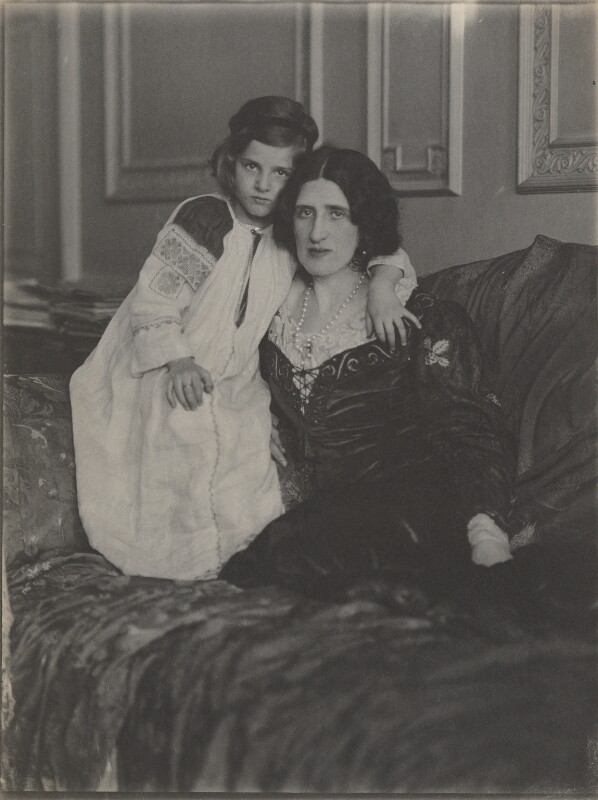
Джулиан и леди Моррелл. Около 1911 года. Фотограф Кавендиш Мортон (1874—1939)

У Филипа было несколько внебрачных детей, о которых заботилась жена. Леди Моррелл родила сына Хью, умершего в младенчестве, и дочь Джулиан (1906—1989), первым мужем которой был Виктор Гудмен, а вторым мужем — Игорь Виноградов (1901—1987), сын сэра Павла Виноградова.
Весной 1911 года леди Моррелл начала встречаться с писателем и философом Бертраном Расселом, с которым обменялась более, чем 3500 письмами. Среди её любовников были искусствовед Роджер Фрай, художники Генри Лэмб и Огастес Джон, художница Дора Каррингтон, а также многие авторы, художники, скульпторы и поэты. Леди Моррелл была покровительницей искусств, внесла большой вклад в Общество современного искусства.

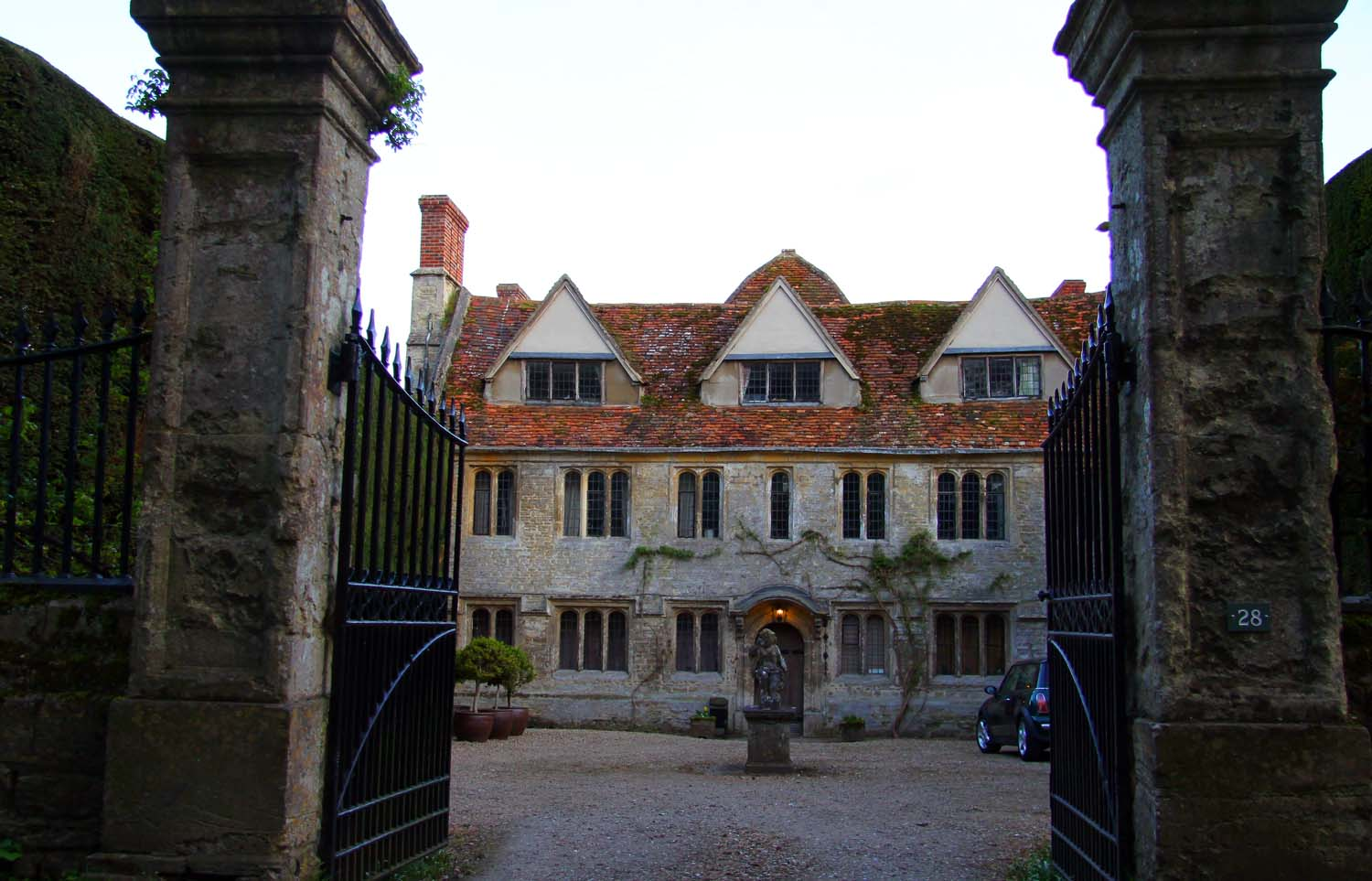
Усадьба Гарсингтон, принадлежавшая леди Моррелл

Супругам Моррелл принадлежал в Лондоне таунхаус на Бедфорд-сквер в Блумсбери. Леди Моррелл держала на Бедфорд-сквер светский салон, в котором встречались известнейшие деятели культуры Великобритании — Д. Г. Лоуренс, Т. С. Элиот, Л. С. Вулф, Вирджиния Вулф, Стивен Спендер, а также Уинстон Черчилль, Раймонд Асквит и другие. Салон посещали художники Огастес Джон и Дункан Грант, искусствовед Роджер Фрай, поэты Уильям Батлер Йейтс и Томас Стернз Элиот, философ Бертран Рассел и модные прозаики Олдос Хаксли и Дэвид Герберт Лоуренс, а также писатели Генри Джеймс, Литтон Стрейчи и Эдвард Морган Форстер и танцовщик Вацлав Нижинский. В круг леди Моррелл входили художники Генри Лэмб и Борис Анреп,  Николай Гумилёв, Сергей Дягилев и Лев Бакст. В 1915 году супруги Моррелл покупают загородную усадьбу Гарсингтон  в графстве Оксфордшир близ Оксфорда, которое предоставили в пользование группы Блумсбери. Многим её членам при необходимости они оказывали материальную помощь. В усадьбе Гарсингтон был литературный салон Филипа Моррелла. В усадьбе бывал Николай Гумилёв, Уильям Батлер Йейтс, Дэвид Герберт Лоуренс, Вирджиния Вулф, Арнольд Беннет, Огастес Джон и другие знаменитости.
В 1927 году Моррелл были вынуждены продать усадьбу и дом и переехать в более скромное жильё на Гауэр-стрит. В 1928 году у леди Моррелл диагностировали рак.

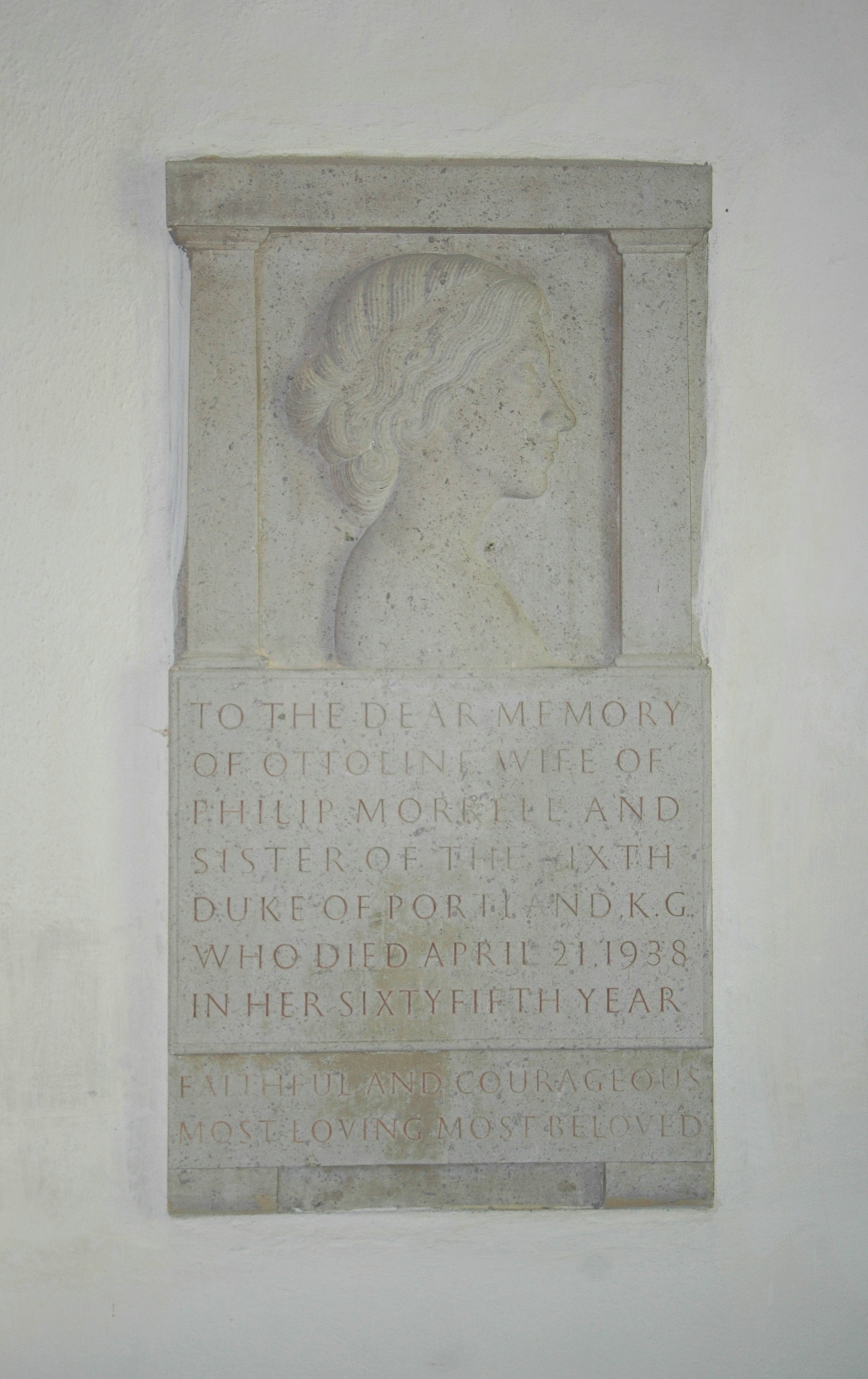
Мемориальная доска леди Моррелл в церкви святой Марии в селе Гарсингтон в графстве Оксфордшир. Скульптор Эрик Гилл

Умерла 21 апреля 1938 года в возрасте 64 лет от лекарства, выданного врачом. Мемориальные доски установлены в церкви святой Марии (скульптор Эрик Гилл) в селе Гарсингтон в графстве Оксфордшир и церкви святой Уинифред в селе Холбек в графстве Ноттингемшир.
Леди Моррелл оставила мемуары, отредактированные после её смерти.
Образ леди Оттолайн Моррелл отображён во многих произведениях английской литературы XX столетия. Это Присцилла Уимбуш в первом романе Олдоса Хаксли «Жёлтый кром» (1921), миссис Биселейк («Контрапункт» (1928) Олдоса Хаксли); Гермиона Роддис («Влюблённые женщины» Дэвида Герберта Лоуренса, где леди Моррелл предстаёт карикатурой на капризную, мстительную светскую даму, увлечённую великими людьми); Леди Кэролайн Бэри («Это Баттерфилд» Грэма Грина); леди Сибиллина Кварелл (пьеса «На сорок лет» (1968) Алана Беннета). По мнению ряда исследователей, леди Оттолайн Моррелл является прообразом для леди Чаттерлейл из романа «Любовник леди Чаттерлей» Дэвида Герберта Лоуренса.
Леди Моррелл снимал фотограф Сесил Битон, а также фотографировал Огастес Джон, Генри Лэмб, Дункан Грант и другие. В 1976 году опубликован альбом фотографий Lady Ottoline's Album.
В фильме «Витгенштейн» Дерека Джармена роль леди Моррелл сыграла Тильда Суинтон, в фильме «Каррингтон» Кристофера Хэмптона — Пенелопа Уилтон.